# Tom Poes en de Bommelbende
Tom Poes en de Bommelbende is een ballonstripverhaal uit de Tom Poes-reeks. Het verscheen in 1960 voor het eerst in het tijdschrift Revue. In 1987 werd het in de Donald Duck opnieuw gepubliceerd als vervolgverhaal.

## Verhaal
Als Tom Poes en heer Bommel op een dag door het bos wandelen komen ze een eenzame struikrover tegen, die door zijn bende in de steek is gelaten. De rover dringt er bij heer Bommel op aan dat die zijn nieuwe hoofdman wordt. Heer Bommel willigt de wens uiteindelijk in, omdat hij bang is dat de rover hem anders iets aan zal doen.
De drie gaan op zoek naar een verborgen schat die zich in het spookslot op de Grimmelberg zou bevinden. In dit kasteel komen ze Wammes Waggel die zich heeft vermomd als spook tegen. Het blijkt dat Wammes hier de schat, die eerder door Super en Hieper is gestolen, moet bewaken. De rover jaagt Super en Hieper hardhandig uit het kasteel, waarna de "Bommelbende" zich met de schat uit de voeten maakt. Wammes sluit zich ook aan bij de Bommelbende, omdat hij dol is op de sigarenbandjes die bij de schat zitten.
Super en Hieper volgen de Bommelbende stiekem naar hun schuilplaats. De twee waarschuwen zelf de politie en doen daarbij alsof het de Bommelbende is die de schat heeft geroofd. Commissaris Bulle Bas rekent de bende in, behalve Tom Poes die zich weet te verbergen.
Tom Poes volgt Super en Hieper naar hun woning. Daar komt hij er bij toeval achter dat Bul Super als hij alleen is, met een pop speelt die hij "Superientje" noemt. Vervolgens chanteert Tom Poes Bul Super, door te dreigen dit aan iedereen te vertellen. Hierop is Bul Super bereid om zichzelf alsnog aan te geven. Super en Hieper gaan naar het politiebureau, waarna Bulle Bas overtuigd is. De Bommelbende wordt weer op vrije voeten gesteld.
De rover zit eerst weer zonder werk, maar hij krijgt via heer Bommel een baan als kok. Zo kan hij voortaan op een eerlijke manier de kost verdienen.